# Horaga bilineata
Horaga bilineata är en fjärilsart som beskrevs av Semper 1890. Horaga bilineata ingår i släktet Horaga och familjen juvelvingar. Inga underarter finns listade i Catalogue of Life.